# Elezioni comunali in Piemonte del 1998
Le elezioni comunali in Piemonte del 1998 si tennero il 24 maggio (con ballottaggio il 7 giugno) e il 29 novembre (con ballottaggio il 13 dicembre).

## Riepilogo Sindaci Eletti
| Provincia            | Comune      | Sindaco uscente | Sindaco uscente          | Sindaco eletto | Sindaco eletto           | Primo turno | Primo turno            | Secondo turno | Secondo turno | Seggi   |       |       |         |
| -------------------- | ----------- | --------------- | ------------------------ | -------------- | ------------------------ | ----------- | ---------------------- | ------------- | ------------- | ------- | ----- | ----- | ------- |
| Provincia            | Comune      | Torino          | Ivrea                    |                | Giovanni Maggia (DS)     |             | Fiorenzo Grijuela (DS) | 4.768         | 32,05         | Seggi   | 6.615 | 54,62 | 12 / 20 |
| Orbassano            |             | Torino          | Graziano Dell'Acqua (DS) |                | Graziano Dell'Acqua (DS) | 6.973       | 52,63                  | _             | _             | 12 / 20 |       |       |         |
| Cuneo                | Cuneo       |                 | Elio Rostagno (Ind.)     |                | Elio Rostagno (Ind.)     | 14.004      | 41,35                  | 15.775        | 59,82         | 24 / 40 |       |       |         |
| Cuneo                | Mondovì     |                 | Riccardo Vaschetti (LN)  |                | Riccardo Vaschetti (LN)  | 5.635       | 40,70                  | 6.877         | 57,32         | 12 / 20 |       |       |         |
| Novara               | Arona       |                 | Roberto Barra (DS)       |                | Mario Velati (CDU)       | 3.873       | 42,57                  | 4.092         | 56,61         | 12 / 20 |       |       |         |
| Novara               | Borgomanero |                 | Maria Piera Pastore (LN) |                | Pier Luigi Pastore (PPI) | 5.313       | 42,36                  | 6.219         | 66,91         | 12 / 20 |       |       |         |
| Asti                 | Asti        |                 | Alberto Bianchino (DS)   |                | Luigi Florio (FI)        | 19.951      | 45,05                  | 22.477        | 59,16         | 24 / 40 |       |       |         |
| Verbano-Cusio-Ossola | Omegna      |                 | Teresio Piazza (DS)      |                | Teresio Piazza (DS)      | 5.010       | 51,35                  | _             | _             | 10 / 20 |       |       |         |

## Elezioni del maggio 1998

### Asti

#### Asti
| Candidati                            | Candidati                      | II turno              | II turno              | I turno | I turno | Liste                   | Voti   | %     | Seggi |
| Candidati                            | Candidati                      | Voti                  | %                     | Voti    | %       | Liste                   | Voti   | %     | Seggi |
| ------------------------------------ | ------------------------------ | --------------------- | --------------------- | ------- | ------- | ----------------------- | ------ | ----- | ----- |
|                                      | Luigi Andrea Florio ✔️ Sindaco | 22 477                | 59,16                 | 19 951  | 45,05   | Forza Italia            | 11 084 | 27,96 | 15    |
| Alleanza Nazionale                   | Luigi Andrea Florio ✔️ Sindaco | 22 477                | 59,16                 | 19 951  | 45,05   | 4 330                   | 10,92  | 5     |       |
| CCD - CDU                            | Luigi Andrea Florio ✔️ Sindaco | 22 477                | 59,16                 | 19 951  | 45,05   | 2 744                   | 6,92   | 3     |       |
|                                      | Antonio Fassone                | 15 517                | 40,84                 | 15 615  | 35,26   | Democratici di Sinistra | 6 488  | 16,37 | 5     |
| Partito della Rifondazione Comunista | Antonio Fassone                | 15 517                | 40,84                 | 15 615  | 35,26   | 3 215                   | 8,11   | 2     |       |
| Partito Popolare Italiano - RI       | Antonio Fassone                | 15 517                | 40,84                 | 15 615  | 35,26   | 2 952                   | 7,45   | 2     |       |
| Federazione dei Verdi                | Antonio Fassone                | 15 517                | 40,84                 | 15 615  | 35,26   | 1 278                   | 3,22   | 1     |       |
| Seggio di coalizione                 | Seggio di coalizione           | Seggio di coalizione  | 40,84                 | 15 615  | 35,26   | 1                       |        |       |       |
|                                      | Guido Costanzo Bonino          | Guido Costanzo Bonino | Guido Costanzo Bonino | 6 757   | 15,26   | Lega Nord               | 5 500  | 13,87 | 4     |
| Asti da Vivere                       | Guido Costanzo Bonino          | Guido Costanzo Bonino | Guido Costanzo Bonino | 6 757   | 15,26   | 349                     | 0,88   | –     |       |
| Seggio di coalizione                 | Seggio di coalizione           | Seggio di coalizione  | Guido Costanzo Bonino | 6 757   | 15,26   | 1                       |        |       |       |
|                                      | Giuseppe Reggio                | Giuseppe Reggio       | Giuseppe Reggio       | 1 212   | 2,74    | Partito Pensionati (A)  | 1 036  | 2,61  | –     |
| Seggio di coalizione                 | Seggio di coalizione           | Seggio di coalizione  | Giuseppe Reggio       | 1 212   | 2,74    | 1                       |        |       |       |
|                                      | Germano Cantarelli             | Germano Cantarelli    | Germano Cantarelli    | 751     | 1,70    | Lista Per Asti          | 667    | 1,68  | –     |
| Totale                               | Totale                         | 37 994                | 100                   | 44 286  | 100     |                         | 39 643 | 100   | 40    |
|                                      |                                |                       |                       |         |         |                         |        |       |       |
| Fonte: Ministero dell'interno        |                                |                       |                       |         |         |                         |        |       |       |

### Cuneo

#### Cuneo
| Candidati                                  | Candidati                | II turno             | II turno          | I turno | I turno | Liste                                      | Voti   | %     | Seggi |
| Candidati                                  | Candidati                | Voti                 | %                 | Voti    | %       | Liste                                      | Voti   | %     | Seggi |
| ------------------------------------------ | ------------------------ | -------------------- | ----------------- | ------- | ------- | ------------------------------------------ | ------ | ----- | ----- |
|                                            | Elio Rostagno ✔️ Sindaco | 15 775               | 59,82             | 14 004  | 41,35   | Partito Popolare Italiano - Cuneo Solidale | 4 023  | 13,13 | 8     |
| Centro con Rostagno                        | Elio Rostagno ✔️ Sindaco | 15 775               | 59,82             | 14 004  | 41,35   | 3 967                                      | 12,95  | 8     |       |
| Democratici di Sinistra - Cuneo Viva       | Elio Rostagno ✔️ Sindaco | 15 775               | 59,82             | 14 004  | 41,35   | 2 937                                      | 9,59   | 5     |       |
| Cuneo Eco Sociale                          | Elio Rostagno ✔️ Sindaco | 15 775               | 59,82             | 14 004  | 41,35   | 1 160                                      | 3,79   | 2     |       |
| Socialisti Democratici Italiani            | Elio Rostagno ✔️ Sindaco | 15 775               | 59,82             | 14 004  | 41,35   | 537                                        | 1,75   | 1     |       |
|                                            | Guido Bonino             | 10 594               | 40,18             | 6 062   | 17,90   | Forza Italia - UdC - PP                    | 2 152  | 7,03  | 2     |
| Unione Democratici Indipendenti per Bonino | Guido Bonino             | 10 594               | 40,18             | 6 062   | 17,90   | 2 126                                      | 6,94   | 2     |       |
| Alleanza Nazionale                         | Guido Bonino             | 10 594               | 40,18             | 6 062   | 17,90   | 1 407                                      | 4,59   | 1     |       |
| Seggio di coalizione                       | Seggio di coalizione     | Seggio di coalizione | 40,18             | 6 062   | 17,90   | 1                                          |        |       |       |
|                                            | Claudio Dutto            | Claudio Dutto        | Claudio Dutto     | 5 087   | 15,02   | Lega Nord                                  | 3 767  | 12,30 | 3     |
| Cuneo Indipendente                         | Claudio Dutto            | Claudio Dutto        | Claudio Dutto     | 5 087   | 15,02   | 606                                        | 1,98   | –     |       |
| Seggio di coalizione                       | Seggio di coalizione     | Seggio di coalizione | Claudio Dutto     | 5 087   | 15,02   | 1                                          |        |       |       |
|                                            | Giuseppe Menardi         | Giuseppe Menardi     | Giuseppe Menardi  | 2 885   | 8,52    | Grande Cuneo (A)                           | 1 768  | 5,77  | 1     |
| Cuneo Progresso (B)                        | Giuseppe Menardi         | Giuseppe Menardi     | Giuseppe Menardi  | 2 885   | 8,52    | 456                                        | 1,49   | –     |       |
| Seggio di coalizione                       | Seggio di coalizione     | Seggio di coalizione | Giuseppe Menardi  | 2 885   | 8,52    | 1                                          |        |       |       |
|                                            | Remo Brondolo            | Remo Brondolo        | Remo Brondolo     | 1 838   | 5,43    | Cuneo 800 (PLI - PSDI) (C)                 | 1 927  | 6,29  | 1     |
| Seggio di coalizione                       | Seggio di coalizione     | Seggio di coalizione | Remo Brondolo     | 1 838   | 5,43    | 1                                          |        |       |       |
|                                            | Mario Rosso              | Mario Rosso          | Mario Rosso       | 1 402   | 4,14    | Rinascita di Cuneo                         | 1 384  | 4,52  | –     |
| Seggio di coalizione                       | Seggio di coalizione     | Seggio di coalizione | Mario Rosso       | 1 402   | 4,14    | 1                                          |        |       |       |
|                                            | Roberto Baravalle        | Roberto Baravalle    | Roberto Baravalle | 1 130   | 3,34    | Impegno Civico per Cuneo                   | 1 078  | 3,52  | –     |
| Seggio di coalizione                       | Seggio di coalizione     | Seggio di coalizione | Roberto Baravalle | 1 130   | 3,34    | 1                                          |        |       |       |
|                                            | Stefano Streri           | Stefano Streri       | Stefano Streri    | 818     | 2,42    | Cuneo Giustizia Libertà Democrazia         | 768    | 2,51  | –     |
|                                            | Marco Bertone            | Marco Bertone        | Marco Bertone     | 644     | 1,90    | Connubio Giovanile Cuneese                 | 566    | 1,85  | –     |
| Totale                                     | Totale                   | 26 369               | 100               | 33 870  | 100     |                                            | 30 629 | 100   | 40    |
|                                            |                          |                      |                   |         |         |                                            |        |       |       |
| Fonte: Ministero dell'interno              |                          |                      |                   |         |         |                                            |        |       |       |

#### Mondovì
| Candidati                     | Candidati                     | II turno             | II turno         | I turno | I turno | Liste                     | Voti   | %     | Seggi |
| Candidati                     | Candidati                     | Voti                 | %                | Voti    | %       | Liste                     | Voti   | %     | Seggi |
| ----------------------------- | ----------------------------- | -------------------- | ---------------- | ------- | ------- | ------------------------- | ------ | ----- | ----- |
|                               | Riccardo Vaschetti ✔️ Sindaco | 6 877                | 57,32            | 5 635   | 40,70   | Lega Nord                 | 2 640  | 22,60 | 7     |
| Insieme per Mondovì           | Riccardo Vaschetti ✔️ Sindaco | 6 877                | 57,32            | 5 635   | 40,70   | 1 741                     | 14,90  | 4     |       |
| Pensionati Monregalesi        | Riccardo Vaschetti ✔️ Sindaco | 6 877                | 57,32            | 5 635   | 40,70   | 85                        | 0,73   | –     |       |
|                               | Marco Botto                   | 5 121                | 42,68            | 5 110   | 36,91   | Partito Popolare Italiano | 2 157  | 18,46 | 2     |
| Piazza Grande                 | Marco Botto                   | 5 121                | 42,68            | 5 110   | 36,91   | 1 830                     | 15,66  | 2     |       |
| Con la Gente                  | Marco Botto                   | 5 121                | 42,68            | 5 110   | 36,91   | 718                       | 6,15   | –     |       |
| Seggio di coalizione          | Seggio di coalizione          | Seggio di coalizione | 42,68            | 5 110   | 36,91   | 1                         |        |       |       |
|                               | Stefano Viglione              | Stefano Viglione     | Stefano Viglione | 1 983   | 14,32   | Forza Mondovì             | 1 148  | 9,83  | 1     |
| Alleanza Nazionale            | Stefano Viglione              | Stefano Viglione     | Stefano Viglione | 1 983   | 14,32   | 446                       | 3,82   | –     |       |
| Seggio di coalizione          | Seggio di coalizione          | Seggio di coalizione | Stefano Viglione | 1 983   | 14,32   | 1                         |        |       |       |
|                               | Giacomo Melino                | Giacomo Melino       | Giacomo Melino   | 1 117   | 8,07    | Mondovì Libera e Solidale | 919    | 7,87  | –     |
| Seggio di coalizione          | Seggio di coalizione          | Seggio di coalizione | Giacomo Melino   | 1 117   | 8,07    | 1                         |        |       |       |
| Totale                        | Totale                        | 11 998               | 100              | 13 845  | 100     |                           | 11 684 | 100   | 20    |
|                               |                               |                      |                  |         |         |                           |        |       |       |
| Fonte: Ministero dell'interno |                               |                      |                  |         |         |                           |        |       |       |

### Novara

#### Arona
| Candidati                     | Candidati               | II turno             | II turno        | I turno | I turno | Liste                                      | Voti  | %     | Seggi |
| Candidati                     | Candidati               | Voti                 | %               | Voti    | %       | Liste                                      | Voti  | %     | Seggi |
| ----------------------------- | ----------------------- | -------------------- | --------------- | ------- | ------- | ------------------------------------------ | ----- | ----- | ----- |
|                               | Mario Velati ✔️ Sindaco | 4 092                | 56,61           | 3 873   | 42,57   | Forza Italia                               | 1 696 | 22,22 | 7     |
| Cristiani Democratici Uniti   | Mario Velati ✔️ Sindaco | 4 092                | 56,61           | 3 873   | 42,57   | 748                                        | 9,80  | 3     |       |
| Alleanza Nazionale            | Mario Velati ✔️ Sindaco | 4 092                | 56,61           | 3 873   | 42,57   | 661                                        | 8,66  | 2     |       |
|                               | Michele Caramella       | 3 137                | 43,39           | 2 818   | 30,98   | Democratici di Sinistra                    | 1 076 | 14,09 | 2     |
| Partito Popolare Italiano     | Michele Caramella       | 3 137                | 43,39           | 2 818   | 30,98   | 832                                        | 10,90 | 1     |       |
| Insieme per Arona             | Michele Caramella       | 3 137                | 43,39           | 2 818   | 30,98   | 604                                        | 7,91  | 1     |       |
| Seggio di coalizione          | Seggio di coalizione    | Seggio di coalizione | 43,39           | 2 818   | 30,98   | 1                                          |       |       |       |
|                               | Fabio Calzeroni         | Fabio Calzeroni      | Fabio Calzeroni | 1 053   | 11,58   | Lega Nord                                  | 924   | 12,10 | 1     |
| Seggio di coalizione          | Seggio di coalizione    | Seggio di coalizione | Fabio Calzeroni | 1 053   | 11,58   | 1                                          |       |       |       |
|                               | Patrizia Marini         | Patrizia Marini      | Patrizia Marini | 774     | 8,51    | Partito della Rifondazione Comunista - FdV | 642   | 8,41  | –     |
| Seggio di coalizione          | Seggio di coalizione    | Seggio di coalizione | Patrizia Marini | 774     | 8,51    | 1                                          |       |       |       |
|                               | Franco Caserta          | Franco Caserta       | Franco Caserta  | 579     | 6,36    | Movimento Sociale Fiamma Tricolore         | 271   | 3,55  | –     |
| Uniti per Arona               | Franco Caserta          | Franco Caserta       | Franco Caserta  | 579     | 6,36    | 180                                        | 2,36  | –     |       |
| Totale                        | Totale                  | 7 229                | 100             | 9 097   | 100     |                                            | 7 634 | 100   | 20    |
|                               |                         |                      |                 |         |         |                                            |       |       |       |
| Fonte: Ministero dell'interno |                         |                      |                 |         |         |                                            |       |       |       |

#### Borgomanero
| Candidati                                 | Candidati                     | II turno             | II turno            | I turno | I turno | Liste                                | Voti   | %     | Seggi |
| Candidati                                 | Candidati                     | Voti                 | %                   | Voti    | %       | Liste                                | Voti   | %     | Seggi |
| ----------------------------------------- | ----------------------------- | -------------------- | ------------------- | ------- | ------- | ------------------------------------ | ------ | ----- | ----- |
|                                           | Pier Luigi Pastore ✔️ Sindaco | 6 219                | 66,91               | 5 313   | 42,36   | Partito Popolare Italiano            | 1 832  | 16,18 | 5     |
| Città per l'Uomo                          | Pier Luigi Pastore ✔️ Sindaco | 6 219                | 66,91               | 5 313   | 42,36   | 1 713                                | 15,13  | 4     |       |
| Democratici e Vivere la Città per L'Ulivo | Pier Luigi Pastore ✔️ Sindaco | 6 219                | 66,91               | 5 313   | 42,36   | 1 271                                | 11,23  | 3     |       |
|                                           | Maria Emilia Borgna           | 3 076                | 33,09               | 3 287   | 26,21   | Forza Italia                         | 1 170  | 10,33 | 1     |
| Città Nuova                               | Maria Emilia Borgna           | 3 076                | 33,09               | 3 287   | 26,21   | 982                                  | 8,67   | 1     |       |
| Alleanza Nazionale                        | Maria Emilia Borgna           | 3 076                | 33,09               | 3 287   | 26,21   | 901                                  | 7,96   | 1     |       |
| Seggio di coalizione                      | Seggio di coalizione          | Seggio di coalizione | 33,09               | 3 287   | 26,21   | 1                                    |        |       |       |
|                                           | Maria Piera Pastore           | Maria Piera Pastore  | Maria Piera Pastore | 2 362   | 18,83   | Lega Nord                            | 1 576  | 13,92 | 2     |
| Buongoverno di Borgomanero                | Maria Piera Pastore           | Maria Piera Pastore  | Maria Piera Pastore | 2 362   | 18,83   | 345                                  | 3,05   | –     |       |
| Seggio di coalizione                      | Seggio di coalizione          | Seggio di coalizione | Maria Piera Pastore | 2 362   | 18,83   | 1                                    |        |       |       |
|                                           | Teresio Valloggia             | Teresio Valloggia    | Teresio Valloggia   | 1 124   | 8,96    | Progetto Santa Cristina              | 1 108  | 9,79  | –     |
| Seggio di coalizione                      | Seggio di coalizione          | Seggio di coalizione | Teresio Valloggia   | 1 124   | 8,96    | 1                                    |        |       |       |
|                                           | Davide Ferrari                | Davide Ferrari       | Davide Ferrari      | 456     | 3,64    | Partito della Rifondazione Comunista | 423    | 3,74  | –     |
| Totale                                    | Totale                        | 9 295                | 100                 | 12 542  | 100     |                                      | 11 321 | 100   | 20    |
|                                           |                               |                      |                     |         |         |                                      |        |       |       |
| Fonte: Ministero dell'interno             |                               |                      |                     |         |         |                                      |        |       |       |

### Verbano-Cusio-Ossola

#### Omegna
|                                      | Teresio Piazza ✔️ Sindaco | 5 010                | 51,35 | Democratici di Sinistra | 2 854 | 34,16 | 7  |  |  |
| Partito della Rifondazione Comunista | Teresio Piazza ✔️ Sindaco | 5 010                | 51,35 | 746                     | 8,93  | 2     |    |  |  |
| Insieme per Omegna                   | Teresio Piazza ✔️ Sindaco | 5 010                | 51,35 | 493                     | 5,90  | 1     |    |  |  |
|                                      | Attilio Ardizzil          | 3 589                | 36,78 | Forza Italia            | 1 801 | 21,56 | 5  |  |  |
| Alleanza Nazionale                   | Attilio Ardizzil          | 3 589                | 36,78 | 707                     | 8,46  | 1     |    |  |  |
| Centro per Omegna                    | Attilio Ardizzil          | 3 589                | 36,78 | 656                     | 7,85  | 1     |    |  |  |
| Seggio di coalizione                 | Seggio di coalizione      | Seggio di coalizione | 36,78 | 1                       |       |       |    |  |  |
|                                      | Aldo Maffezzoli           | 848                  | 8,69  | Lega Nord               | 796   | 9,53  | 1  |  |  |
| Seggio di coalizione                 | Seggio di coalizione      | Seggio di coalizione | 8,69  | 1                       |       |       |    |  |  |
|                                      | Concetto Lizzio           | 310                  | 3,18  | Partito Socialista      | 302   | 3,61  | –  |  |  |
| Totale                               | Totale                    | 9 757                | 100   |                         | 8 355 | 100   | 20 |  |  |
|                                      |                           |                      |       |                         |       |       |    |  |  |
| Fonte: Ministero dell'interno        |                           |                      |       |                         |       |       |    |  |  |

## Elezioni del novembre 1998

### Torino

#### Ivrea
| Candidati                       | Candidati                    | II turno              | II turno              | I turno | I turno | Liste                                 | Voti   | %     | Seggi |
| Candidati                       | Candidati                    | Voti                  | %                     | Voti    | %       | Liste                                 | Voti   | %     | Seggi |
| ------------------------------- | ---------------------------- | --------------------- | --------------------- | ------- | ------- | ------------------------------------- | ------ | ----- | ----- |
|                                 | Fiorenzo Grijuela ✔️ Sindaco | 6 615                 | 54,62                 | 4 768   | 32,05   | Democratici di Sinistra               | 2 376  | 18,39 | 8     |
| Socialisti Democratici Italiani | Fiorenzo Grijuela ✔️ Sindaco | 6 615                 | 54,62                 | 4 768   | 32,05   | 1 120                                 | 8,67   | 3     |       |
| Partito Popolare Italiano       | Fiorenzo Grijuela ✔️ Sindaco | 6 615                 | 54,62                 | 4 768   | 32,05   | 551                                   | 4,27   | 1     |       |
|                                 | Maurizio Neviani             | 5 495                 | 45,38                 | 4 258   | 28,62   | Alleanza Nazionale                    | 1 532  | 11,86 | 2     |
| Forza Italia                    | Maurizio Neviani             | 5 495                 | 45,38                 | 4 258   | 28,62   | 880                                   | 6,81   | 1     |       |
| Alternativa per Ivrea           | Maurizio Neviani             | 5 495                 | 45,38                 | 4 258   | 28,62   | 582                                   | 4,50   | 1     |       |
| Per la Città                    | Maurizio Neviani             | 5 495                 | 45,38                 | 4 258   | 28,62   | 542                                   | 4,20   | –     |       |
| Centro Cristiano Democratico    | Maurizio Neviani             | 5 495                 | 45,38                 | 4 258   | 28,62   | 199                                   | 1,54   | –     |       |
| Seggio di coalizione            | Seggio di coalizione         | Seggio di coalizione  | 45,38                 | 4 258   | 28,62   | 1                                     |        |       |       |
|                                 | Mario Raio                   | Mario Raio            | Mario Raio            | 1 520   | 10,22   | Uniti per la Comunità (A)             | 1 381  | 10,69 | 1     |
| Seggio di coalizione            | Seggio di coalizione         | Seggio di coalizione  | Mario Raio            | 1 520   | 10,22   | 1                                     |        |       |       |
|                                 | Loris Mauro                  | Loris Mauro           | Loris Mauro           | 1 293   | 8,69    | Riformisti Democratici                | 1 088  | 8,42  | –     |
| Seggio di coalizione            | Seggio di coalizione         | Seggio di coalizione  | Loris Mauro           | 1 293   | 8,69    | 1                                     |        |       |       |
|                                 | Maria Laura Pescatori        | Maria Laura Pescatori | Maria Laura Pescatori | 783     | 5,26    | Lega Nord                             | 727    | 5,63  | –     |
|                                 | Graziella Bronzini           | Graziella Bronzini    | Graziella Bronzini    | 741     | 4,98    | Federazione dei Verdi - Inidipendenti | 629    | 4,87  | –     |
|                                 | Salvatore Rao                | Salvatore Rao         | Salvatore Rao         | 696     | 4,68    | Partito della Rifondazione Comunista  | 637    | 4,93  | –     |
|                                 | Gitana Scozzari              | Gitana Scozzari       | Gitana Scozzari       | 434     | 2,92    | Mettiamoci in Gioco                   | 353    | 2,73  | –     |
|                                 | Alfredo Tradardi             | Alfredo Tradardi      | Alfredo Tradardi      | 385     | 2,59    | Lista Tradardi                        | 322    | 2,49  | –     |
| Totale                          | Totale                       | 12 110                | 100                   | 14 878  | 100     |                                       | 12 919 | 100   | 20    |
|                                 |                              |                       |                       |         |         |                                       |        |       |       |
| Fonte: Ministero dell'interno   |                              |                       |                       |         |         |                                       |        |       |       |

#### Orbassano
|                                 | Graziano Dell'Acqua ✔️ Sindaco | 6 973                | 52,63 | Democratici di Sinistra              | 3 013  | 26,08 | 6  |  |  |
| Socialisti Democratici Italiani | Graziano Dell'Acqua ✔️ Sindaco | 6 973                | 52,63 | 1 360                                | 11,77  | 3     |    |  |  |
| Partito Popolare Italiano       | Graziano Dell'Acqua ✔️ Sindaco | 6 973                | 52,63 | 966                                  | 8,36   | 2     |    |  |  |
| Democratici Progressisti        | Graziano Dell'Acqua ✔️ Sindaco | 6 973                | 52,63 | 530                                  | 4,59   | 1     |    |  |  |
|                                 | Giovanni Baravalle             | 3 636                | 27,45 | Forza Italia                         | 1 541  | 13,34 | 2  |  |  |
| Alleanza Nazionale              | Giovanni Baravalle             | 3 636                | 27,45 | 704                                  | 6,09   | 1     |    |  |  |
| Obiettivo Orbassano             | Giovanni Baravalle             | 3 636                | 27,45 | 611                                  | 5,29   | 1     |    |  |  |
| CCD - UDR                       | Giovanni Baravalle             | 3 636                | 27,45 | 338                                  | 2,93   | –     |    |  |  |
| Seggio di coalizione            | Seggio di coalizione           | Seggio di coalizione | 27,45 | 1                                    |        |       |    |  |  |
|                                 | Antonella Doni                 | 946                  | 7,14  | Orbassano Domani                     | 375    | 3,25  | –  |  |  |
| Rinnovamento Italiano           | Antonella Doni                 | 946                  | 7,14  | 300                                  | 2,60   | –     |    |  |  |
| Il Risveglio della Città        | Antonella Doni                 | 946                  | 7,14  | 201                                  | 1,74   | –     |    |  |  |
| Seggio di coalizione            | Seggio di coalizione           | Seggio di coalizione | 7,14  | 1                                    |        |       |    |  |  |
|                                 | Ernesto Chiesa                 | 729                  | 5,50  | Lega Nord                            | 683    | 5,91  | –  |  |  |
| Seggio di coalizione            | Seggio di coalizione           | Seggio di coalizione | 5,50  | 1                                    |        |       |    |  |  |
|                                 | Rocco Papandrea                | 589                  | 4,45  | Partito della Rifondazione Comunista | 565    | 4,89  | –  |  |  |
| Seggio di coalizione            | Seggio di coalizione           | Seggio di coalizione | 4,45  | 1                                    |        |       |    |  |  |
|                                 | Giordano Bonamici              | 278                  | 2,10  | Federazione dei Verdi                | 265    | 2,29  | –  |  |  |
|                                 | Davide Actis                   | 97                   | 0,73  | Pensionati per l'Europa              | 100    | 0,87  | –  |  |  |
| Totale                          | Totale                         | 13 248               | 100   |                                      | 11 552 | 100   | 20 |  |  |
|                                 |                                |                      |       |                                      |        |       |    |  |  |
| Fonte: Ministero dell'interno   |                                |                      |       |                                      |        |       |    |  |  |